# 河南高等法院
河南高等法院，是中華民國大陸時期的二級法院之一，屬於普通法院，行政組織上直屬司法行政部之監督；審級上以最高法院為上級審法院。

## 行政機構

### 省級機構
民國元年（1912年）南京臨時政府設司法部，河南省成立提法使司，內設地方審檢廳、初級審檢廳、典獄科等機構，任命俞紀瑞為提法使。
民國2年（1913年）廢除提法使司，成立河南省司法籌備處，負責全省司法行政。司法籌備處分設二科。第一科職能是：該處職員及未設法院各縣的幫審、管獄員任免懲戒事項；新法院監獄的職員呈請任用事項；典守印信收發檔編纂檔案及一切庶務事項；該處及各項籌設機關的預算決算並款項收支事項；未設法院地方的訴訟費及罰金沒收事項；各項統計報告及未設法院的訴訟月報彙報事項。第二科職能是：各級法院的設置及管轄區域分劃事項；設置或改良監獄事項；司法及監獄教育事項。
同年9月司法籌備處併入高等審檢廳，設立司法行政委員會。民國16年（1927年）6月成立河南省司法廳，任命戴修瓚為廳長。10月，根據國民政府43號令實行高等法院院長制度，河南省司法廳與河南省控訴法院、河南省檢察廳整併為河南省高等法院，院址設在今開封市文廟街。下設3個分院：信陽第一分院，安陽第二分院，洛陽第三分院。掌理司法行政、審判、檢察、律師等事宜，受中央司法部和河南省政府雙重領導。高等法院內設書記處掌管司法行政，書記處內設會計科、統計科、人事科、監獄科、總務科、文牘科。直到民國37年（1948年）國民政府撤退，河南省的司法行政工作均由高等法院兼理，對中央司法部負責。
抗戰期間，自民國27年（1938年）6月開封淪陷到民國34年（1945年）8月日本投降為止，河南高等法院分訴訟、行政兩部分，先後撤離開封。訴訟部分遷至襄城、洛陽、盧氏等地；行政部分遷至信陽、三門峽等地，經費按60％發給，人員酌予疏散。抗戰結束後，河南高等法院遷回開封原址。高等法院分院增至6個：郾城第一分院，安陽第二分院，洛陽第三分院，淮陽第四分院，南陽第五分院，潢川第六分院設。民國37年（1948年）各分院改以所在縣市命名，依序分別改稱郾城分院，安陽分院，洛陽分院，淮陽分院，南陽分院，潢川分院。
同年10月中共解放軍第二次攻克開封後，河南高等法院先後遷往商邱、徐州、南京、漢口、信陽、廣州、貴陽等地，民國38年（1949年）10月在貴陽市設立辦事處。除院長毛家祺外，人員已所剩無幾。

### 地方機構
民國16年（1927年）河南省的鄭縣（鄭州市）、商邱、安陽、新鄉、許昌、南陽、淮陽、汝南、潢川、洛陽、陝縣設立11個地方法院，院內設行政委員會，管理司法行政。全省110個縣有63個縣設立司法處，有37個縣由縣長兼理司法。司法處內設：審判官、承審員，行使審判職務；書記官，負責記錄、編案、文牘、統計及其他事務。另外設有檢驗員、執達員、錄事、庭丁和司法員警等。處內的行政事務和檢察職務均由各縣縣長兼理。到民國36年（1947年）全省各縣已設司法處96個，配備各類人員494人。民國36年（1947年）後，根據全國司法行政檢討會決議，縣司法處陸續改為法院，司法行政由法院院長兼理。該年地方法院15個，司法處96個，監所111個。大部分縣未設法院。
人員設推事3～10人，書記官6～20人，其他人員23～65人；縣設司法處，有主任審判官、審判官、司法委員、承審員、主任書記官、書記官、候補書記官、學習書記官、書記員、執達員、檢驗員、錄事、通譯、法警，一般為10～12人；縣長兼理司法的，設司法承審員1人，協助審理案件，設檢驗員1人，錄事1～3人。

## 業務機構

### 監管機構
民國2年（1913年）12月北洋政府公佈《監獄規則》，民國4年（1915年）3月河南將省會開封罪犯習藝所改為河南省第一監獄。監獄內設看守科、囚糧科、罪犯科、齋務科、教誨科、教育科、醫藥科、醫務科、藥務科、衛生科、服裝科、執行科、文書科、仙靈科、帳務科、廚務科、工廠科。民國16年（1927年）10月河南省司法廳裁併入河南省高等法院後，監獄人事許可權歸高等法院院長，監獄官改稱典獄長。民國17年（1928年）10月南京國民政府重新修訂公佈了《監獄規則》，河南省先後建立河南省第二監獄（鄭縣，今鄭州市）、信陽監獄、洛陽監獄和少年監獄。開封、洛陽、鄭縣（鄭州市）、信陽、安陽地方法院和各縣司法處也先後設立看守所和監獄。監所下設三科。一科管文書、收發、會計等；二科管戒護；三科管作業。
民國20年（1931年）根據《反省院條例》，河南省高等法院在開封設立反省院，關押政治犯，院長黃凱。
據民國35年（1946年）底統計，河南省建省屬監獄和反省院共6所，地、縣監獄110所。

### 律師機構
民國元年（1912年）中華民國臨時政府成立後，河南省在開封成立了「河南省律師公會」，始有會員5人，到民國24年（1935年）發展到120餘人，先後推舉李庶瑛、宗慶弟、崔寅彤、梁國斌、林祖式、胡廷正、米文曉為會長。其間，民國16年（1927年）11月河南省高等法院設立「律師懲戒委員會」，專理全省律師的懲戒事務。高等法院院長鄧哲熙兼任主任，委員由院長指定本院庭長或推事兼任。

### 公證機構
民國9年（1920年）北洋政府開始試設公證機構，民國24年（1935年）7月公佈《公證法》。當時公證處設置於地方法院，公證事務由地方法院辦理。民國29年（1940年）河南省洛陽市、汝南縣、許昌縣法院始設立公證處，開展部分公證業務。到民國36年（1947年）7月全省有公證處16個。

## 歷任院長
- 鄭哲熙（1927年 - 1930年）
- 吳貞纘（1930年 - 1931年）
- 孟昭侗（1931年 - 1932年）
- 凌士鈞（1933年 - 1935年）
- 徐聲金（1936年 - 1940年）
- 胡績（1940年 - 1945年）
- 周予孜（1946年 - 1949年）
- 毛家騏（1949年）